# アイラ・マーチソン
アイラ・マーチソン（Ira James Murchison、1933年2月6日 - 1994年3月28日）は、アメリカ合衆国の陸上競技選手。1956年メルボルンオリンピックの金メダリストである。シカゴ出身。

## 経歴
マーチソンは、1950年代から1960年代にかけて活躍したアメリカの男子短距離選手である。スタートの反応のよさから、「人間スプートニク」の異名を持つ。
マーチソンは、1956年メルボルンオリンピックの年、6月には100mで10秒2、8月には新しく出された10秒1の世界記録をマーク。オリンピックでは100mの優勝候補の一人に名前が挙げられるようになった。しかし、オリンピックでは、10秒6で3位と同タイムながら4位となりメダル獲得はならなかった。それでも、4×100mリレーでは、20年ぶりに世界記録を更新する39秒5の記録で、セイン・ベーカー、リーモン・キング、ボビー・モローとともに金メダルを獲得した。
マーチソンは、1957年に、100ヤードで9秒3の世界記録を達成。1958年には全米大学選手権の100ヤードで優勝。ところが、26歳となった1959年に、がんに侵されていることがわかり現役引退の危機を迎える。しかし、マーチソンは、4年後にカムバックし、1963年のパンアメリカン競技大会の100mで銅メダル。さらに同大会の4×100mリレーで金メダルを手にした。
マーチソンは現役引退後は、シカゴでトラックのコーチとして活躍。コーチした選手の中からはオリンピック選手も誕生している。その後、1994年にがんのため61歳でこの世を去っている。

## 自己ベスト
- 100m - 10秒1 (1956年)

## 主な実績
| 年   | 大会                   | 場所                       | 種目         | 結果 | 記録   |
| ---- | ---------------------- | -------------------------- | ------------ | ---- | ------ |
| 1956 | オリンピック           | メルボルン(オーストラリア) | 100m         | 4位  | 10秒6  |
| 1956 | オリンピック           | メルボルン(オーストラリア) | 4×100mリレー | 1位  | 39秒5  |
| 1957 | 国際学生スポーツ週間   | パリ(フランス)             | 100m         | 2位  | 10秒6  |
| 1963 | パンアメリカン競技大会 | サンパウロ(ブラジル)       | 100m         | 3位  | 10秒62 |
| 1963 | パンアメリカン競技大会 | サンパウロ(ブラジル)       | 4×100mリレー | 1位  | 40秒40 |